# Incense of Rest
Incense of Rest je druhé EP kolumbijsko-americké black metalové skupiny Inquisition z roku 1996, které vyšlo u amerického hudebního vydavatelství Defiled Records. Hudebně se jedná o old-school black metal s příměsí death metalu.

## Seznam skladeb
1. Chant of the Unholy Victory / Whispering in Tears of Blood (Intro) – 04:21
2. Incense of Rest – 03:39
3. Encounter in the Deep Shadows – 02:55
4. Visions of the Pagan Lord – 06:26
5. Meditation Before the Kill (instrumentální) – 01:44

## Sestava
- Dagon – vokály, kytara, baskytara
- Jhon Santa – bicí